# 엘모어 레너드
엘모어 레너드(Elomore Leonard, 1925년 10월 11일~2013년 8월 20일)는 저명한 미국의 소설가이며 극작가이다.

## 생애

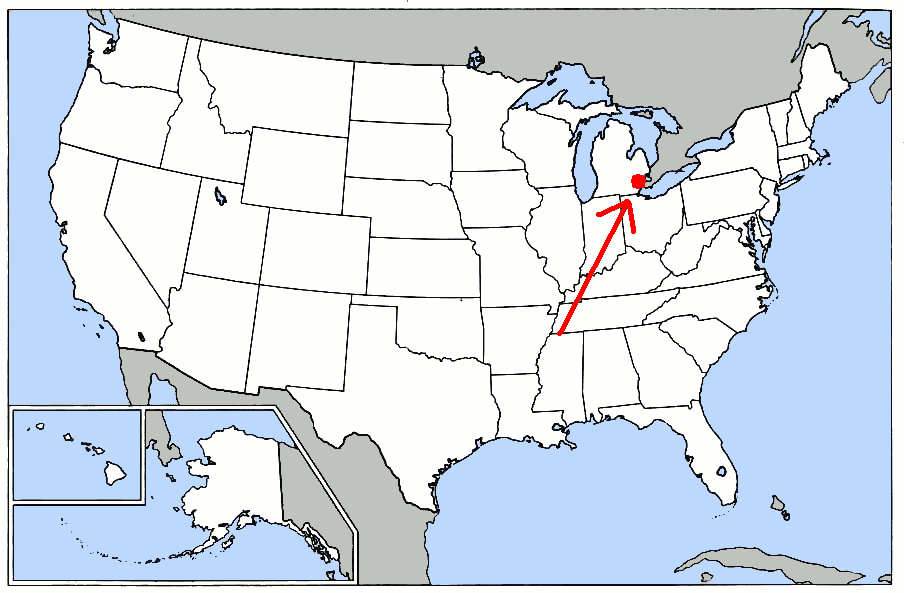
디트로이트

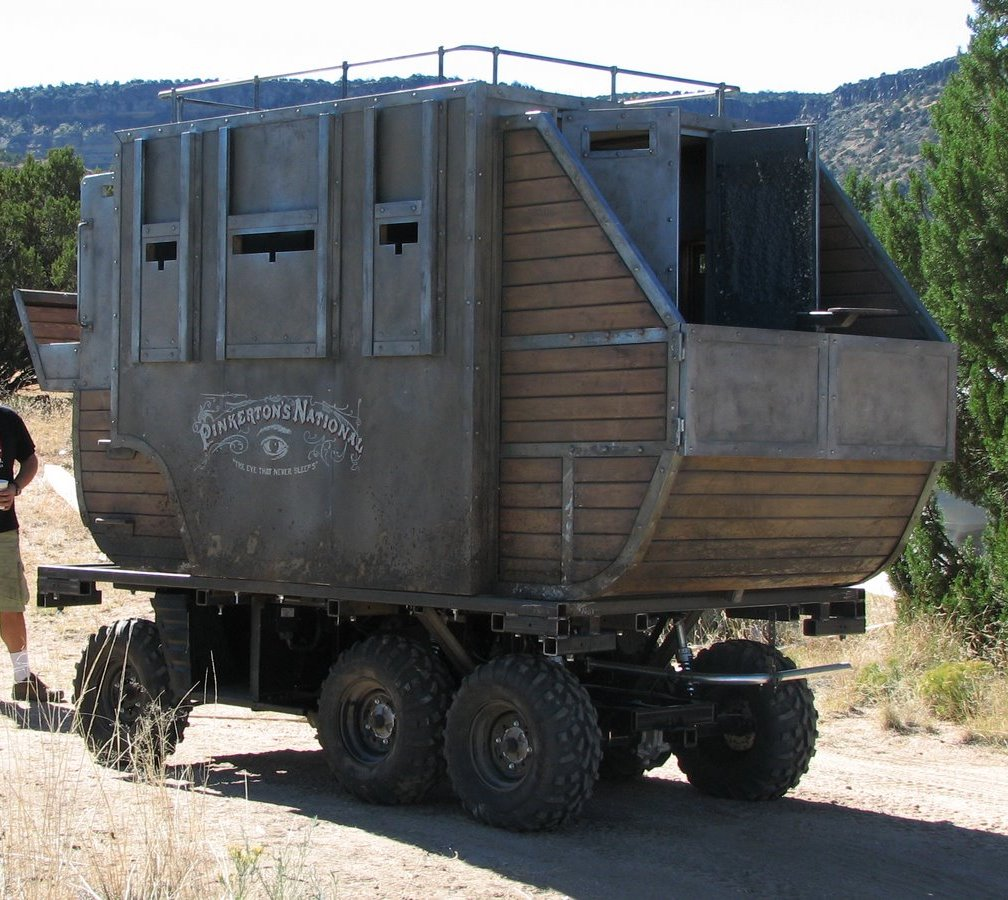
영화〈3:10 to Yuma〉(2007 리메이크작)에 쓰인 왜건

루이지애나주의 뉴올리언스에서 태어났다. 부친은 제너럴 모터즈사에서 일했고, 가족은 자주 이사를 다녔다. 1934년이 되어서야 미시간주의 디트로이트에 정착하였는데, 이후 레너드는 오랫동안 이 지역을 떠나지 않았다.
1930년대에 그의 작품에 큰 영향을 주는 사건들이 일어났다. 보니와 클라이드에 관한 뉴스가 마치 디트로이트 타이거스의 야구 경기 소식처럼 신문 헤드라인을 장식했다. 1931년부터 연일 신문 지면을 장식하던 보니와 클라이드는 결국 1934년에 사살되었다. 타이거스 역시 그 해에 월드 시리즈에 진출했다. 야구와 총에 얽힌 이 두 사건은 레너드를 평생 매혹하였다.
1943년 디트로이트 예수회 고등학교(University of Detroit Jesuit High School and Academy)를 졸업하자 마자 해군에 들어가서 남태평양에서 해군건설대원으로 3년간 복무했다. 1946년 디트로이트대학에 들어가 보다 진지하게 창작을 추구하는 가운데, 각종 콘테스트에 단편소설을 출품한다든가 잡지사에 보내기도 하였다. 졸업을 1년 앞둔 시점에서 캠벨-이워드 광고회사(Cambell-Eward Advertising agency)에서 카피라이터로 일하게 되었는데 이것을 그의 창작수련기간 동안의 생업으로 삼았다. 1950년 영어와 철학 분야 학위를 따면서 졸업하였다.
1951년 아고시(Argosy)사가 단편 《아파치의 흔적》(Trail of the Apache)를 출판함으로써 첫 번째 성공이 찾아왔다. 1950년대와 1960년대 초반기 동안에 서부물(westerns)을 계속 써서 30편이 넘는 단편을 발표했다. 첫 번째 장편 《현상수배범을 쫓는 자들》(The Bounty Hunters, 1953년)과 함께, 4권의 장편을 더 써냈다. 이 시기에 두 개의 단편이 영화화되었다 (The Tall, 3:10 to Yuma).
규칙적으로 서부극 단편들을 써내기했지만 1950년대가 되어 처음으로 휴식을 가졌는데, 그 이후로는 대본뿐 아니라, 미스터리 같은 다른 장르소설분야로 적극 진출하였다.
이후 미시간주 오클랜드 카운티(Oakland County)에서 가족과 살다가 2013년 뇌졸중으로 사망했다.

## 작품

#### 디트로이트의 디킨즈
강렬한 사실주의와 힘있는 대화체로 인해 비평가들로부터 찬사를 받았다. 스토리의 빠른 전개를 위해 문법적 규칙을 무시하기도 한다. 《글쓰기의 10가지 규칙》(Ten Rules of Writing)에서, "나에게 있어 10가지를 압축한 가장 중요한 규칙은, 만일 그것이 '쓴 것처럼' 느껴진다면, (그러한 느낌이 없어질 때까지) 다시 쓴다는 것이다." 라고 말했다. 아울러 재미있는 책을 위해 그가 제안하는 또 하나의 비법은, 독자가 그냥 생략하고 넘어가려는 부분이라면 아예 쓰지 않는다는 것.
현대의 다른 미국 소설가들처럼 그 역시 영화를 염두에 두고 쓴다. 다른 이들과 차이라면 영화에 대해 피상적인 이해나 아카데믹한 지식을 넘어 실제적인 지식을 갖추고 있다는 점. 수년동안 서부물의 험난한 여정을 달려온 풍부한 경험의 소유자이며, 그 성과물은 많은 영화작품들에 대본으로 쓰였다.

특히 사람들에 대한 생생한 묘사 덕분에 흔히 '디트로이트의 디킨즈'라고 불린다. 사람들의 대화를 듣는 귀와 그것을 원고지에 재현하는 비범한 능력은 사울 벨로우(Saul Bellow)나 마틴 아미스(Martin Amis)같은 작가들로부터 부러움을 샀다. 
"당신의 문장은 레이먼드 챈들러를 하찮게 보이게 한다."
 1998년 비버리 힐스에 있는 작가 조합극장(Writers Guild Theartre)의 한 모임에서 아미스가 레너드에게 한 말이다.

#### 10가지 규칙
이것들은 내가 책을 쓸 때 (독자들에게) 내가 안보이게 만들어주고, 뭔가를 말해주는 게 아니라, 뭐가 일어나고 있는지를 보여주도록 도와주는 몇 가지 원칙들이다. 만일 당신이 특별한 언어나 상상력을 갖고 있다든가, 당신이 남이 듣기에 좋은 목소리를 갖고 있다면 자신을 '안보이도록' 하는 것에 대해 별 관심이 없을 것이고, 그럼 안 읽어도 좋다...........10가지를 모두 합쳐서 한 가지로 만든다면, 만일 쓴 것처럼 보일 때는, 다시 쓴다는 것이다.
1. 날씨얘기로 시작하지 말 것.Never open a book with weather.
2. 사건의 발단을 쓰지 말 것. Avoid prologues.
3. '말했다'외에 다른 동사를 쓰지 말 것. Never use a verb other than “said” to carry dialogue.
4. '말했다'는 말을 수식하는 부사를 쓰지 말 것.Never use an adverb to modify the verb “said”
5. 감탄 부호를 절제할 것. Keep your exclamation points under control.
6. '갑자기' 따위의 말을 쓰지 말 것. Never use the words “suddenly” or “all hell broke loose.”
7. 특유의 방언을 쓰되 아낄 것. Use regional dialect, patois, sparingly.
8. 자세한 인물묘사를 피할 것. Avoid detailed descriptions of characters.
9. 장소나 사물에 대한 지나치게 세밀한 묘사를 피할 것. Don’t go into great detail describing places and things.
10. 독자가 건너뛸 부분이라면 아예 쓰지 말 것. Try to leave out the part that readers tend to skip.

## 작품

#### 장편
괄호안은 발표연대, 영화화된 시기는 옆에 병기함
| - The Bounty Hunters (1953) - The Law at Randado (1954) - Escape from Five Shadows (1956) - Last Stand at Saber River (1959) – 1997 TV - Hombre (novel) (1961) – 1967 영화 - The Big Bounce (1969) – 1969 영화, 2004 영화 - The Moonshine War (1969) – 1970 영화 - Valdez is Coming (1970) – 1971 영화 - Forty Lashes Less One (1972) - Mr. Majestyk (1974) – 1974 영화 - Fifty-Two Pickup (1974) – 1986 영화 - Swag (novel) (1976) - Unknown man No. 89 (1977) - The Hunted (1977) - The Switch (1978) - Gunsights (1979) - City Primeval (1980) - Gold Coast (1980) – 1997 TV - Split Images (1981) – 1992 TV - Cat Chaser (1982) – 1989 영화 - Stick (1983) – 1985 영화 - LaBrava (1983) – 에드가상, 1984 | - Glitz (1985) - 1988 movie - Bandits (1987) - Touch (1987) – 1997 영화 - Freaky Deaky (1988) - Killshot (1989) - 2008 영화 - Get Shorty (1990) – 1995 영화 - Maximum Bob (1991) – 1998 TV - Rum Punch (1992) – 1997 영화 (재키 브라운, Jackie Brown) - Pronto (1993) – 1997 TV - Riding the Rap (1995) - Out of Sight (1996) – 1998 영화, 2003 TV (Karen Sisco) - Cuba Libre (1998) - Tonto Woman (1998) - Be Cool (1999) – 2005 영화 - Pagan Babies (2000) - Fire in the Hole (2001) - When the Women Come Out to Dance (2002) - Tishomingo Blues (2002) - A Coyote's in the House (2003) - Mr. Paradise (2004) - The Hot Kid (2005) - Up in Honey's Room (2007) |

#### 대본
- Last Stand at Saber River with Ronald M. Cohen (TV/1997)
- Cat Chaser (1989)
- The Rosary Murders with Fred Walton (1987)
- Desperado (TV/1987)
- 52 Pick-Up with John Steppling (1986)
- Stick with Joseph Stinson (film) (1985)
- High Noon, Part II (TV/1980)
- Mr. Majestyk (1974)
- Joe Kidd (1972)
- The Moonshine War (1970)

#### 단편
(영화화된 단편 목록) 따로 적은 것이 영화발표 연도임
- Three-Ten to Yuma (1953) – 1957, 2007
- 'The Captives (1955) – 1957

#### 비소설
- 글쓰기의 10가지 규칙 (10 Rules of Writing, 2007)